# П'ятеро з вулиці Барської
«П'ятеро з вулиці Барської» (пол. Piątka z ulicy Barskiej) — польський драматичний фільм 1954 року режисера Олександра Форда за мотивами однойменного роману Казімежа Козьневського.
Фільм знімався у Глогуві (руїни костелу Божого Тіла, руїни міського театру на вул. Ринок, вул. Бальвірська), у Руді Паб'яніцькій (тепер частина Лодзі), у Влоцлавеку та у Варшаві (вул. Прожня, Площа Гжибовського, Марієнштат, будівля суду на Алеї Солідарності, шлях W-Z і канали під маршрутом, Замкова площа, вулиця Краківське передмістя).

## Опис фільму
Це соціальна драма, яка розгортається у зруйнованій післявоєнній Варшаві 1947 року. У фільмі розповідається про молодих людей, розбещених війною та нездатних адаптуватися до мирного життя. Вони вдаються до злочину і постали перед судом за звинуваченням у крадіжці. Оскільки свідок звинувачення Радзішевський не з'явився, вони дістали два роки позбавлення волі умовно. Вони перебувають під опікою офіцера пробації Войцеховського. Перевихованню заважає діяльність представників реакційного підпілля, які вимагають «нейтралізації» цього свідка. Радзішевський, заманений хлопцями в підвал, під час бійки провалюється в яму і гине. Відтоді це ненавмисне вбивство нависло над хлопцями.
Завдяки куратору двоє хлопців влаштовуються на будівництво траси WZ. Один із них, Казек, закохується в креслярку Ганку. Підпільники планують підірвати трасу WZ. У цьому має взяти участь титулована «п'ятірка». Однак хлопці відмовляються підкорятися. Міліція зриває атаку, але Казек дістає важкі поранення. Чи виживе він і чи притягнуть хлопців до відповідальності — невідомо.

## У ролях
- Олександра Шльонська (Ганка)
- Тадеуш Янчар (Казек Спокорний)
- Анджей Козак (Яцек Сівіцький)
- Тадеуш Ломницький (Лютек Козловський)
- Маріан Рулка (Збишек Моцарський)
- Влодзімеж Скочиляс (Франек Крук)
- Мечислав Стоор (Марек Козьол)
- Казімеж Опалінський (машиніст транспортної залізниці)
- Єжи Шпунар (Зиґмунт Радзішевський)
- Ева Краснодембська (Марія Радзішевська, сестра Зигмунта)
- Юзеф Пілярський (суддя)
- Станіслав Лапінський (Козловський)
- Людвік Бенуа (муляр Войцеховський, куратор)
- Ядвіга Хойнацька (тітка Казека Спокорного)
- Зофія Малиніч (Радзішевська, мати Зигмунта і Марії)
- Ганна Скаржанка (суддя)
- Наталія Шиманська (мати Марека)
- Северин Бутрим (інженер на будівництві траси WZ)
- Август Ковальчик (Зенон, голова банди)
- Фелікс Жуковський (редактор)
- Богдан Бер (свідок на суді)
- Кшиштоф Хамець
- Мечислав Чехович (муляр)
- Єжи Добровольський (студент)
- Тадеуш Калиновський (робітник)
- Юзеф Лодинський
- Аліція Рацішувна (дівчина на балу)
- Леопольд Рене Новак (хлопець)
- Болеслав Плотницький (міністр)
- Казімеж Віхняж (поліцейський)

## Нагороди
- 1954 Олександр Форд — нагорода журі Каннського міжнародного кінофестивалю
- 1954 Міжнародний фестиваль в Единбурзі
- 1955 Тадеуш Янчар — Державна премія, відзнака
- 1955 Тадеуш Ломніцький — Державна премія, відзнака